# SBS6
SBS6 is een Nederlandse commerciële televisiezender die onderdeel is van Talpa TV, een bedrijfsonderdeel van Talpa Network. Naast SBS6 maken ook de zenders NET5, Veronica, Viaplay TV en SBS9 onderdeel uit van dat bedrijf. Tom Roedolf is de zendermanager van SBS6.

## Geschiedenis
De zender werd in 1995 gestart door de SBS Broadcasting Group en richtte zich in de beginjaren voornamelijk op belevenistelevisie en binding met de regio door programma's als Actienieuws en Hart van Nederland. De zender stond bekend als een "volkszender" of "campingzender". Later werd het een brede familiezender en is het de derde televisiezender van Nederland, na NPO 1 en RTL 4, met een marktaandeel rond de twaalf procent.

### Talpa Network
In juli 2017 werd SBS6 volledig eigendom van Talpa Network, nadat het eerder (deels) in handen was van Sanoma Media Nederland. Sinds de overname door het bedrijf van John de Mol, die eerder onder andere de zender Tien in handen had, werkte de zender aan een nieuw profiel. Onder andere Paul Römer, Erland Galjaard en Marco Louwerens traden in de jaren na de overname toe tot de directie van Talpa Network om leiding te geven aan de televisiezenders, waaronder SBS6. Zo werd het prominente rode logo ingewisseld voor een lichtblauwe variant, die in 2023 weer gewijzigd werd in een logo die mee kleurt met de programmavormgeving.
Nadat gesprekken met RTL Nederland over een samenwerking op niets waren uitgelopen, werden er in begin 2019 verschillende Talpa-formats overgeheveld van concurrent RTL 4 naar SBS6, waaronder It Takes 2, Dance Dance Dance en Miljoenenjacht. Ook werden verschillende potentiële publiekstrekkers aangetrokken, waaronder Patty Brard, Wendy van Dijk, Winston Gerschtanowitz, Gordon, Johnny de Mol, Linda de Mol en Jan Versteegh.
De presentatoren werden dat jaar met wisselend succes voor het eerst ingezet. Chateau Meiland en Mr. Frank Visser doet uitspraak bleken grotere groepen kijkers te trekken. Chateau Meiland wist in 2019 als tweede SBS6-programma tot dusver de Gouden Televizier-Ring te winnen. Nadat in het voorjaar van 2020 de coronapandemie uitbrak in Nederland en verschillende producties stil kwamen te liggen, begon SBS6 met het uitzenden van de UEFA Champions League-wedstrijden die tot dat moment op zusterzender Veronica werden uitgezonden. Medio 2021 verloor Talpa Network de Champions League-rechten en werden er weer reguliere programma's geprogrammeerd.
Sinds 2019 heeft de zender ook verschillende praatprogramma's uitgeprobeerd, waaronder 6 Inside met Jan Versteegh en Albert Verlinde, 5 Uur Show met Brecht van Hulten, Dit Vindt Nederland met Natacha Harlequin en HLF8 met Johnny de Mol. Allen werden na een of enkele seizoenen van de buis gehaald door tegenvallende kijkcijfers. Vandaag Inside met Wilfred Genee, René van der Gijp en Johan Derksen, Marcel & Gijs met Marcel van Roosmalen en Gijs Groenteman en De Oranjezomer met Hélène Hendriks kende de zender wel goede resultaten. De actuele praatprogramma's dienen als lead-in voor de programmering op de late avond, bestaande uit de langjarig lopende programma's Hart van Nederland en Shownieuws.
Gedurende 2023 en in het begin van 2024 verlieten Paul Römer, Erland Galjaard en Marco Louwerens de directie van de televisietak, terwijl Frans Klein toetrad. Hij kwam over van de NPO en werkte eerder voor BNNVARA. Begin 2025 werd gestart met een vooravond nieuwsprogramma genaamd Nieuws van de Dag.

## Doelgroep
De zender focust zich naar eigen zeggen op het gemiddelde Nederlandse gezin en zendt voornamelijk amusements- en nieuwsprogramma’s en series uit.

## Beeldmerk

2005 – 2013
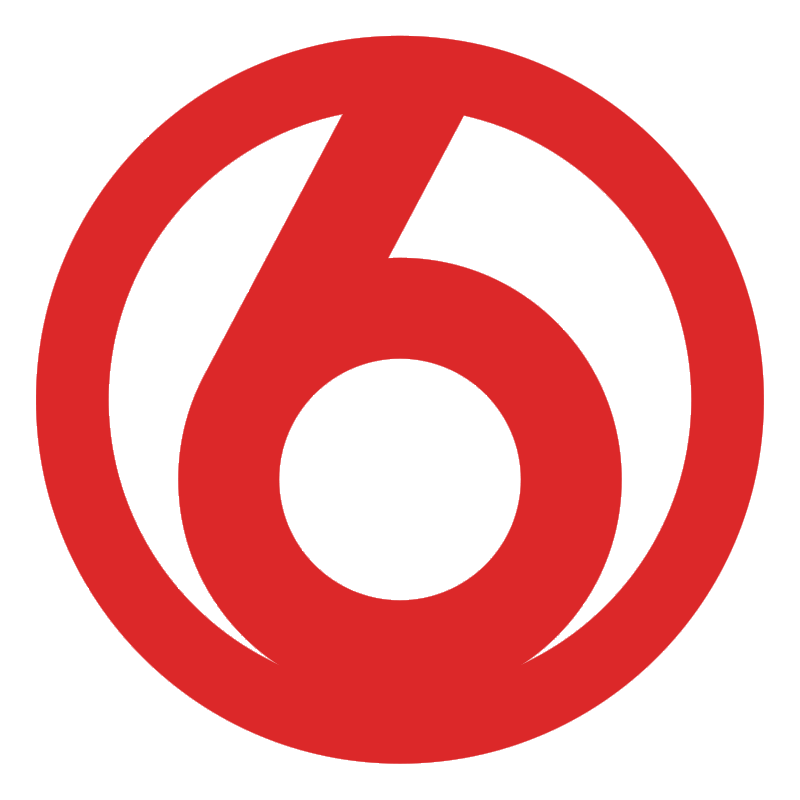
2013 – 2018
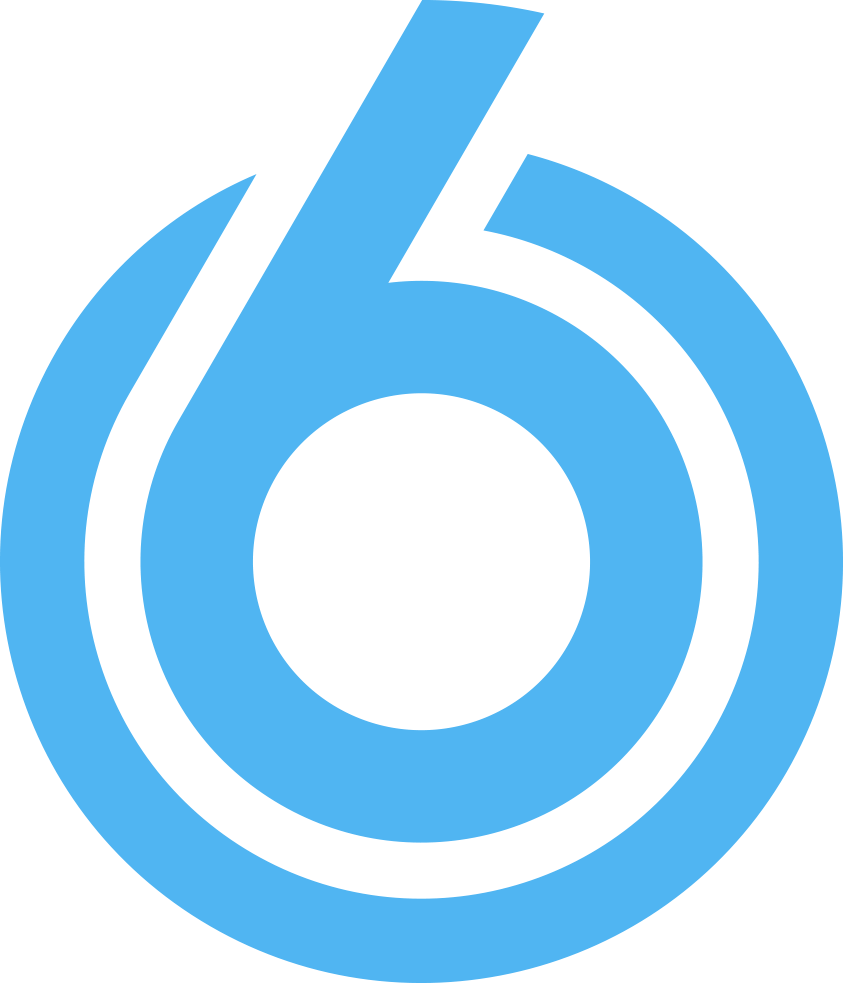
2018 – 2023
2023 – 2024 Logo was in verschillende kleuren te zien[11]
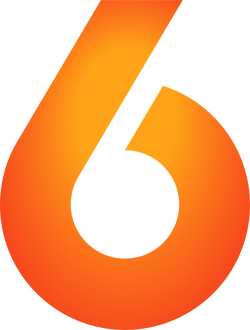
2024 - heden

## Prijzen

### Gouden Televizier-Ring
De zender heeft in totaal twee keer de Gouden Televizier-Ring voor beste televisieprogramma gewonnen. In 2003 deden ze dit met Hart in Aktie en in 2019 met Chateau Meiland.
Daarnaast wonnen verschillende medewerkers individuele prijzen toen ze onder contract stonden bij SBS6. Zo won Wendy van Dijk in 2000, 2003, 2004 en 2005 de Televizier-Ster Vrouw en Robert ten Brink in 2000 de Televizier-Ster Man. Ook Johnny de Mol wist deze prijs te winnen, in 2013. Thom Hoffman ontving in 2016 de Televizier-Ster Beste Acteur/Actrice, terwijl Martien Meiland in 2020 de Televizier-Ster Talent Award wist te winnen.
Lijst van televisiekanalen in Nederland